# Runenmeister

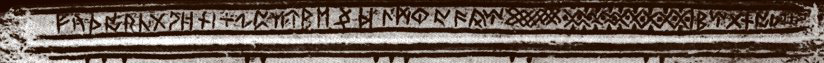
Angelsächsische Runenreihe (f u þ o r k …) auf dem in der Themse gefundenen Sax von Beagnoth. Am Schluss steht der Name des Runenmeisters Beagnoþ.

Als Runenmeister wird in der Runologie eine Person bezeichnet, die in der Zeit von dem Aufkommen der Runenschrift in der älteren germanischen Eisenzeit über die Vendelzeit bis zur ausgehenden Wikingerzeit des 11./12. Jahrhunderts Inschriften auf unterschiedlichen Medien (zum Beispiel Runensteine) konzipierte und signierte. Eine bekannte Signatur aus dem 6. Jahrhundert war erilaR (urnordisch erilaz, aus runisch irilaR); sie bezeichnete keine individuelle Person, sondern als Standesbezeichnung den Runenmeister (vgl. auch Jarl).

## Beschreibung
Der moderne Begriff Runenmeister (englisch rune-master, norwegisch runemester, dänisch runemester, schwedisch runmästare, französisch maître-des-runes) ist aus der altisländischen Vorlage rúnameistari entliehen. Die Bezeichnung rúnameistari ist zuerst im Codex Wormianus der Snorra-Edda (Prolog der Grammatischen Traktate) als Beiname des Þóroddr Gamlason belegt. Dieser soll zu Beginn des 12. Jahrhunderts mit Ari Thorgilsson eine Reform der Runenschrift (jüngeres 16-typiges Futhark) durchgeführt haben.  Das moderne Kompositum Runenmeister wird von Runologen oft für jede Person angewendet, die eine Runeninschrift ausgeführt hat, und synonym mit dem inschriftlich entlehnten „Runenritzer“ benutzt.
Die Runenmeister sind nach heutigem Verständnis eher Künstler, die beispielsweise Schreibrichtung oder Layout recht frei künstlerisch ausgestalteten. Runenmeister verewigten häufig ihren Namen auf ihren Werken. Es war gängige Praxis bei den germanischen Runenmeistern, Texte unleserlich zu machen oder zu verschlüsseln, beispielsweise durch Integration in Bilder oder dadurch, dass Runen an senkrechten Strichen positioniert wurden, um den tatsächlichen Text zu chiffrieren.
Fast alle bekannten Runenmeister waren Männer, es gibt jedoch Ausnahmen wie Gunnborga.

## Bekannte Runenmeister
- Åsmund Kåresson ritzte zwischen 1020 und 1050 37 Steine.
- Balle ritzte 31 Steine.
- Beagnoþ: Sax von Beagnoth
- Fot ritzte 46 Steine.
- Gunnborga (auch „Gunnborga die Gute“): Runenstein von Jättendal
- Livsten war ein uppländischer Runenmeister, der zwischen 1030 und 1050 etwa 18 Runensteine im Stil Pr 4 „beschrieb“, von denen er vier signierte, darunter den Runenstein U 1164 bei Heby. Seine Arbeiten waren gekennzeichnet durch große Vierbeiner und verschlungene Ornamente.
- Tidkume machte u. a. Sö 205 in Södermanland, zusammen mit Äsbjörn, der als sein Schüler gilt; Stile: Pr 3 und Pr 4.
- Torgöt signierte die Steine U 257, U 308, U 746 und U 958 und kommt auch für die Steine U 58, U 77, U 306 und U 694 infrage; vgl. Hovgårdsstenen.
- Tuve: Runenstein von Læborg
- Ulf von Borresta
- Ulv: Ein Stein von Orkesta (U 336), von Lundby (U328) und zwei Steine von Risbyle (U 160 und U 161) werden ihm zugeschrieben; einer der Risbyle-Steine trägt seine Signatur; vgl. Runenstein von Yttergärde.
- Varin: Runenstein von Rök
- Visäte: U 337, Upplands längste Runeninschrift in Granby und weitere 24 Steine, sieben Steine tragen Visets Zeichen.
- Øpir: Runenstein von Ärentuna; ritzte 66 Steine.